# Hans Johansson (fotbollstränare)
För fler personer med samma namn, se Hans Johansson (olika betydelser)
Hans "Hansken" Johansson, är en svensk fotbollstränare. Han var mellan 2007 och 2008 huvudtränare för Västerås SK i Division 1 Norra.

## Karriär
Inför säsongen 2006 gick Johansson till Västerås SK, där han till en början var assisterande tränare under Sören Cratz. I maj 2007 tog Johansson över som huvudtränare. I oktober 2008 fick han lämna klubben. Johansson var mellan 2012 och 2014 tränare i Skiljebo SK.
Säsongen 2016 blev Johansson tränare för sin första damfotbollsklubb; Gideonsbergs IF i Division 1. Han tränade även klubben under säsongen 2017.

## Klubbar
- Västerås SK (2006–2007, assisterande tränare)
- Västerås SK (2007–2008)
- Skiljebo SK (2012–2014)
- Gideonsbergs IF (2016–2017)